# Cyril Abiteboul
Cyril Abiteboul (født 14. oktober 1977)  er en fransk ingeniør og teamchef. Siden 2014 har han været administrerende direktør for det franske Formel 1-hold Renault F1 Team.